# Cynan ap Rhodri
Cynan ap Rhodri of Cynan Dindaethwy was koning van Gwynedd, het middeleeuwse Wales van ca.798 tot 816 en was de zoon van Rhodri Molwynog ap Idwal. Dindaethwy is een district van het eiland Anglesey. Hij volgde Caradog ap Meirion op.
De geschiedenis van Gwynedd van die periode is erg duister en er is een gebrek aan betrouwbare informatie. Over zijn beginjaren zijn er geen gegevens, zijn latere jaren stonden in teken van tegenspoed. In 810 werd het land geteisterd door een runderenplaag en het jaar daarop werd zijn houten paleis getroffen door de bliksem en brandde af. Zijn regering eindigde met de strijd tegen Hywel ap Rhodri. 
Hywel zijn opvolger zou, afgaande op zijn naam, zijn broer zijn, wat wordt tegengesproken door de Genealogies from Jesus College MS 20 en de Harleian genealogies, wetende dat Rhodri Molwynog ap Idwal, stierf in 754.